# Gut Stubbe

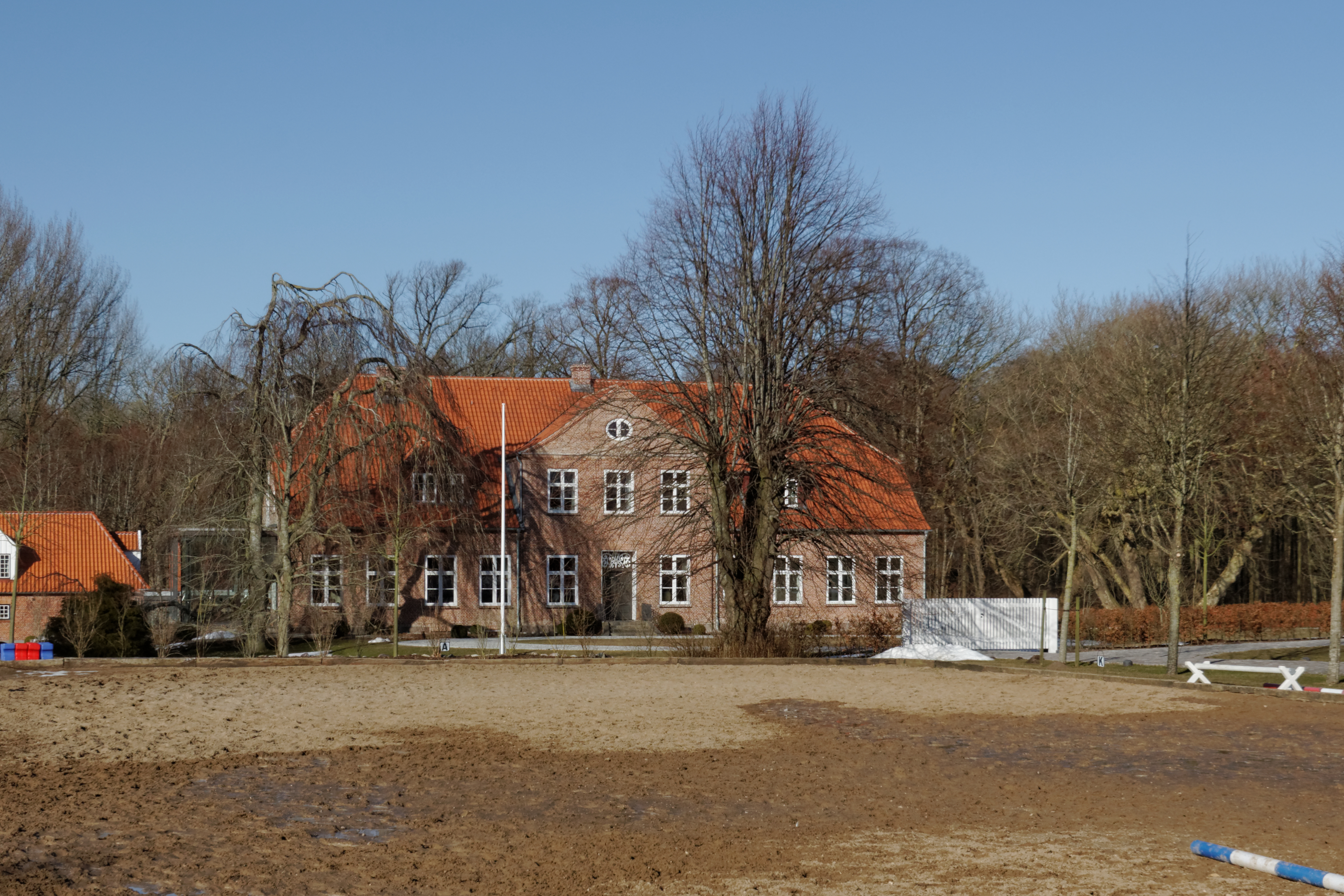
Das Herrenhaus

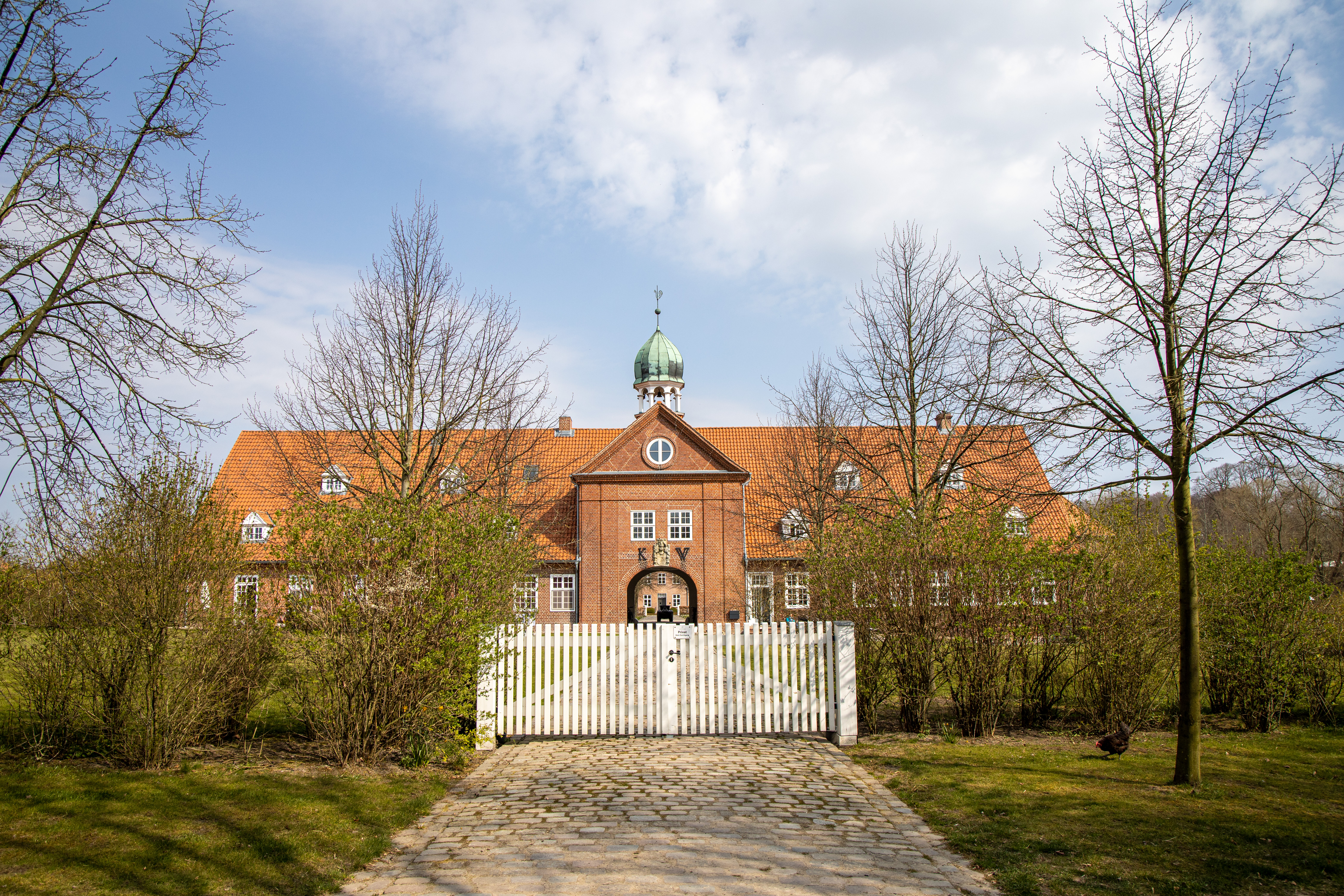
Das Torhaus

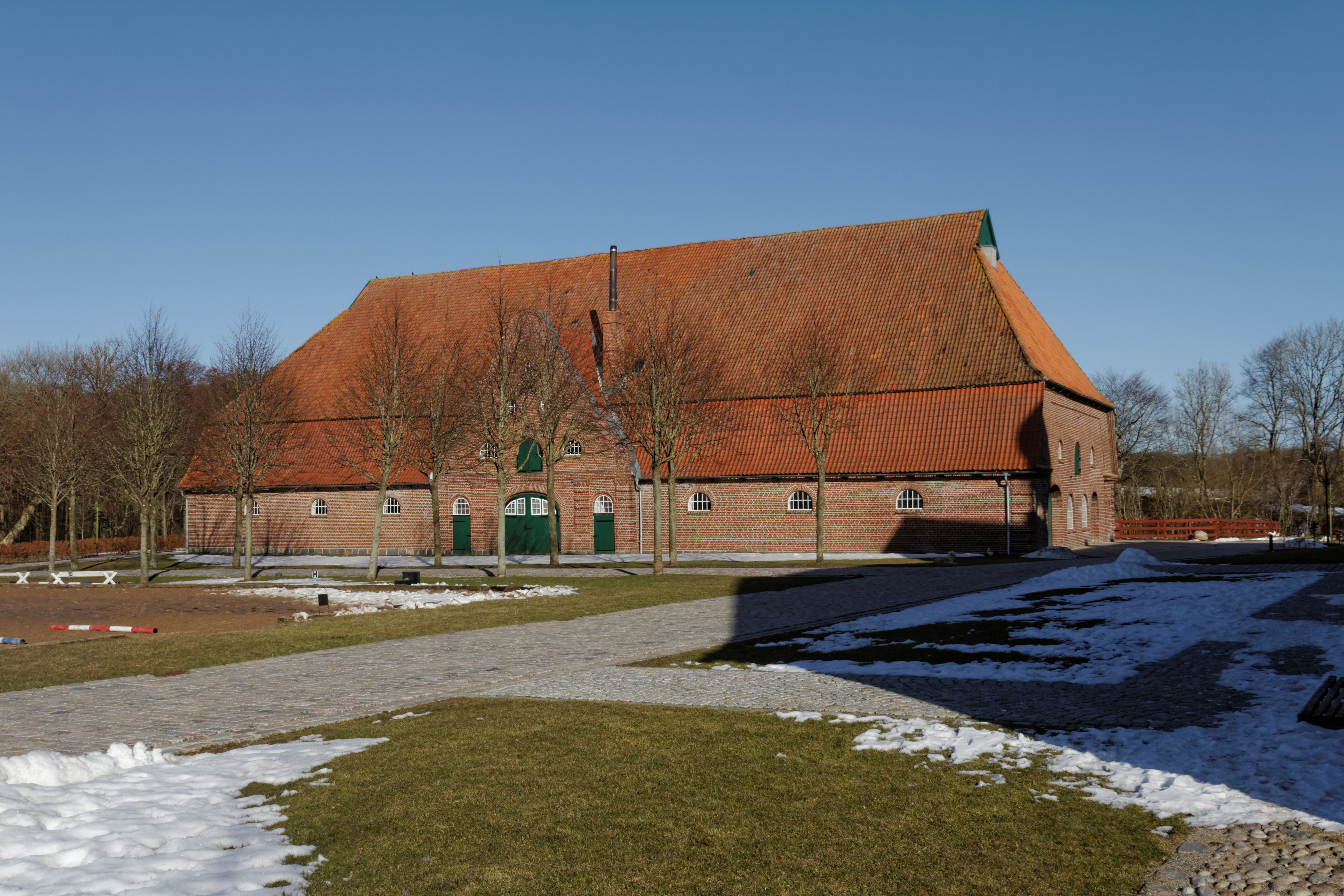
Die Scheune

Das Gut Stubbe ist ein Gut in der Gemeinde Rieseby in der Landschaft Schwansen in Schleswig-Holstein.

## Geschichte
Das damalige Stvibu auf dem heutigen Gebiet des Gutes soll bereits im Jahre 1197 bestanden und zum Michaeliskloster in Schleswig gehört haben. Später war es eine bischöfliche Burg, die wahrscheinlich südwestlich des heutigen Standorts lag. Die Burg, mit dem Namen Castrum, wurde mehrmals geplündert und zerstört, so in den Jahren 1410 und 1417. Die Bischofsburg wurde danach wieder aufgebaut. 1539 wurde die Burg von der Familie Ahlefeld auf Saxdorf gekauft. Im Jahre 1646 kaufte Benedikt Pogwisch das Gut. Die Besitzer wechselten dann mehrmals, 1914 kaufte es Peter Kruse. Seit 2005 gehört das Gut dem Reeder und Unternehmer Dr. Bernd Kortüm.

## Das Gut
Die heutige Gutsanlage besteht aus einem Torhaus, einer Scheune und einem Herrenhaus. Der Gutshof wurde ab 1793 vom damaligen Besitzer Nikolaus Klüver neu erbaut. Ab diesem Jahr wurden auch die Scheunen an der Seite der Hofeinfahrt erbaut. In den Jahren 1918 (die östliche) bzw. 1931 (die westliche) wurden die Scheunen abgerissen. Die östliche Scheune wurde direkt nach dem Abriss durch einen Neubau im Stil des Heimatschutzes ersetzt.
Das Herrenhaus wurde von 1804 bis 1808 als eingeschossiger klassizistischer Backsteinbau mit elf Achsen und einem Krüppelwalmdach erbaut. Die Fassade ist geprägt durch einen dreiachsigen Mittelrisalit mit einem zweiten Geschoss und einem Dreiecksgiebel. In der Mitte des Risalits ist der Eingang, davor befindet sich eine Freitreppe. Die Gauben im Dach wurden möglicherweise später hinzugefügt.
Um 1913/1914 wurden unter dem damaligen Besitzer Kurt Ludwig Waldthaus das alte Torhaus abgerissen und ein neues Torhaus gebaut. Es ist ein Backsteinbau mit einem Satteldach. In der Mitte befindet sich ein Risalit mit einem Dreiecksgiebel und einer Tordurchfahrt. Der Risalit ist mit Pilaster geprägt, die Tordurchfahrt ist rundbogenförmig. Über der Durchfahrt befindet sich ein Sandsteinwappen, rechts und links befinden sich die Buchstaben K und W für Kurt Waldthaus. Auf dem Dach befindet sich eine achteckige Laterne mit offenen Seiten, auf der sich eine Zwiebelhaube befindet.

## Park
Seitlich und nördlich erstreckt sich ein Park, der wahrscheinlich im letzten Viertel des 19. Jahrhunderts angelegt wurde. Seine nördliche Begrenzung bildet hier die Bahnlinie, die von Rieseby kommend über die Lindaunisbrücke nach Süderbrarup führt. Hier befinden sich auch eine alte Hausstelle und eine alte Bogenbrücke. Im Park liegt eine mit einem Findling gekennzeichnete Familiengrabstätte der Familie Kruse. Weiter befindet sich in ihm ein zugeschütteter Eiskeller.

## Heutige Nutzung
Heute wird auf dem Gutshof Landwirtschaft betrieben. So werden Rinder, Schweine, Hühner und Gänse gehalten. Hier werden unter anderem das Angler Sattelschwein und das Aberdeen Angus Rinder gehalten. Zum Gut gehören ein Obsthof und ein Hofladen.